# Остролодочник чукотский
Остролодочник чукотский (лат. Oxytropis czukotica) — вид растений рода Остролодочник (Oxytropis) семейства Бобовые (Fabaceae), растущий на сухих щебнистых плоских некарбонатных верхушках сопок, в кустарничковой тундре и на высоких галечниковых речных террасах.

## Ботаническое описание
Растение дернистое, обильно опушённое. Цветоносы обычно превышают листья, рассеянно щетинистые, после отцветания полегающие. Ветви каудекса обильно покрыты остатками отмерших прилистников. Прилистники с одной жилкой, высоко сросшиеся между собой и с черешком, пленчатые, с одной жилкой, вверху ланцетные, рыхло опушенные, зеленоватые. Листочки в числе 2—5 пар, ланцетно-продолговатые, по краю завернутые, снизу с прижатыми волосками.
Кисти из 2 (3) расставленных цветков. Прицветники мелкие, нижний часто короче цветоножки. Чашечка темномохнатая и беломохнатая, трубчатая, с ланцетными зубцами в 2 раза короче трубки. Флаг 14—18 мм длиной, широкообратнояйцевидный, вверху глубоко выемчатый. Лодочка с носиком менее 0,5 мм длиной. Бобы на очень коротких ножках, продолговато-эллиптические, с черными волосками, красноватые, при созревании чернеющие, широко раскрываются и опадают. 2n=16, 32

## Значение и применение
На Камчатке поедается северным оленем (Rangifer tarandus).